# Campanula haradjanii
Campanula haradjanii är en klockväxtart som beskrevs av Karl Heinz Rechinger. Campanula haradjanii ingår i släktet blåklockor, och familjen klockväxter. Inga underarter finns listade i Catalogue of Life.